# Huracán Alice (junio 1954)
El Huracán Alice fue un huracán categoría 1 que golpeó la parte norte de México y la sur de Texas en junio de 1954, causando al menos 55 fallecidos. Alice es más recordada como la que causó la mayor inundación nunca vista en el río Bravo, destruyendo puentes y diques inundando varias ciudades a lo largo de los alcances cercanos del río. Fue una de las dos tormentas llamadas Alice ese mismo año.

## Historia meteorológica

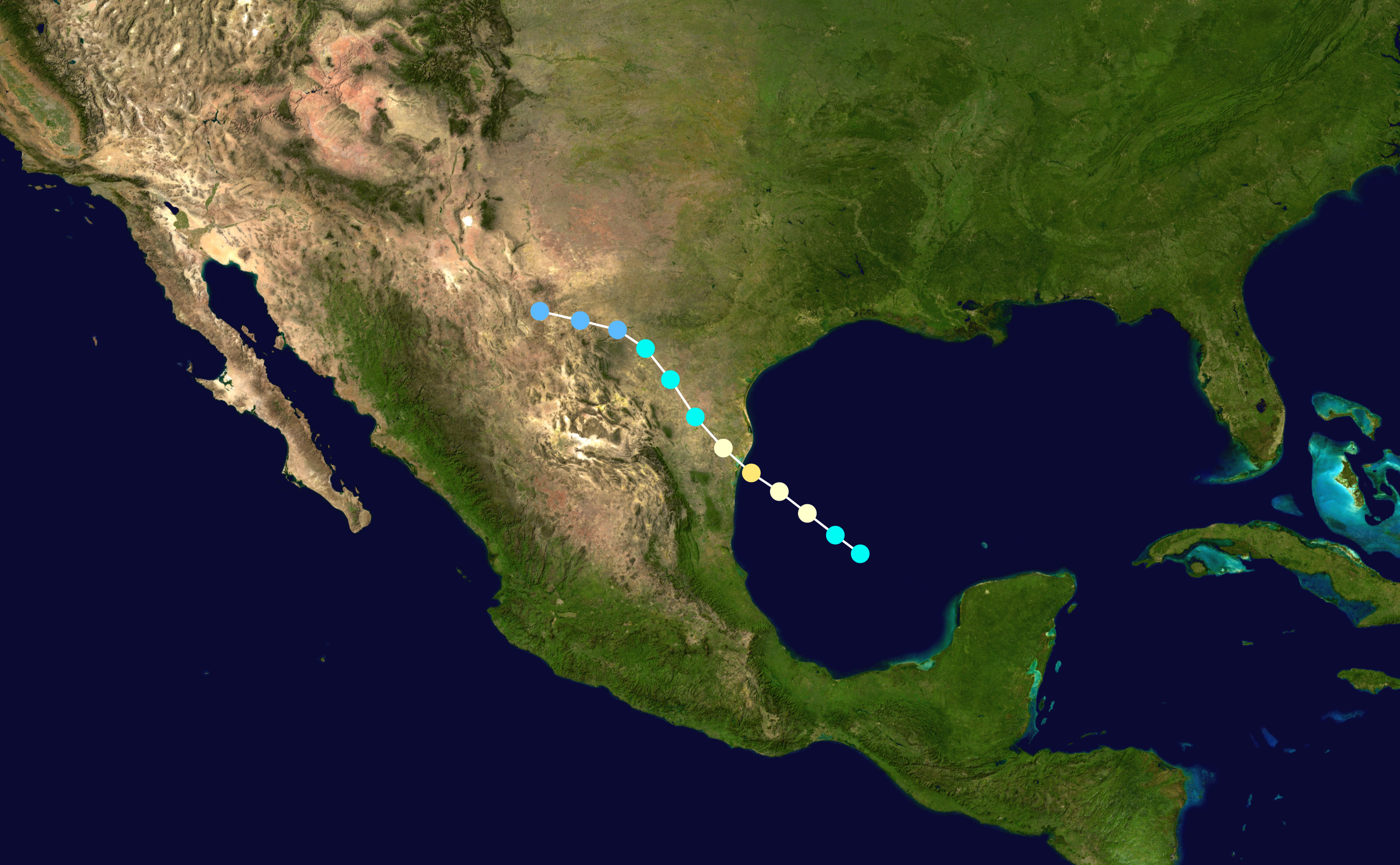
Trayecto de la tormenta.

Se estima que Alice se formó como tormenta tropical el 24 de junio en el golfo de México, donde tomó fuerza rápidamente. Para la mañana del 25, había alcanzado el nivel de huracán y se había acercado a la línea costera cerca al río Bravo en la frontera entre los Estados Unidos y México. Poco después, tocó tierra firme justo al sur de la frontera en el estado mexicano de Tamaulipas. La tormenta siguió aproximadamente al río Bravo después de moverse tierra adentro, pasando por Laredo, Texas en la tarde del 25 de junio debilitándose. La tormenta se disipó en la mañana del 26 de junio en el sur de Texas.